# Участковые суды в Германии

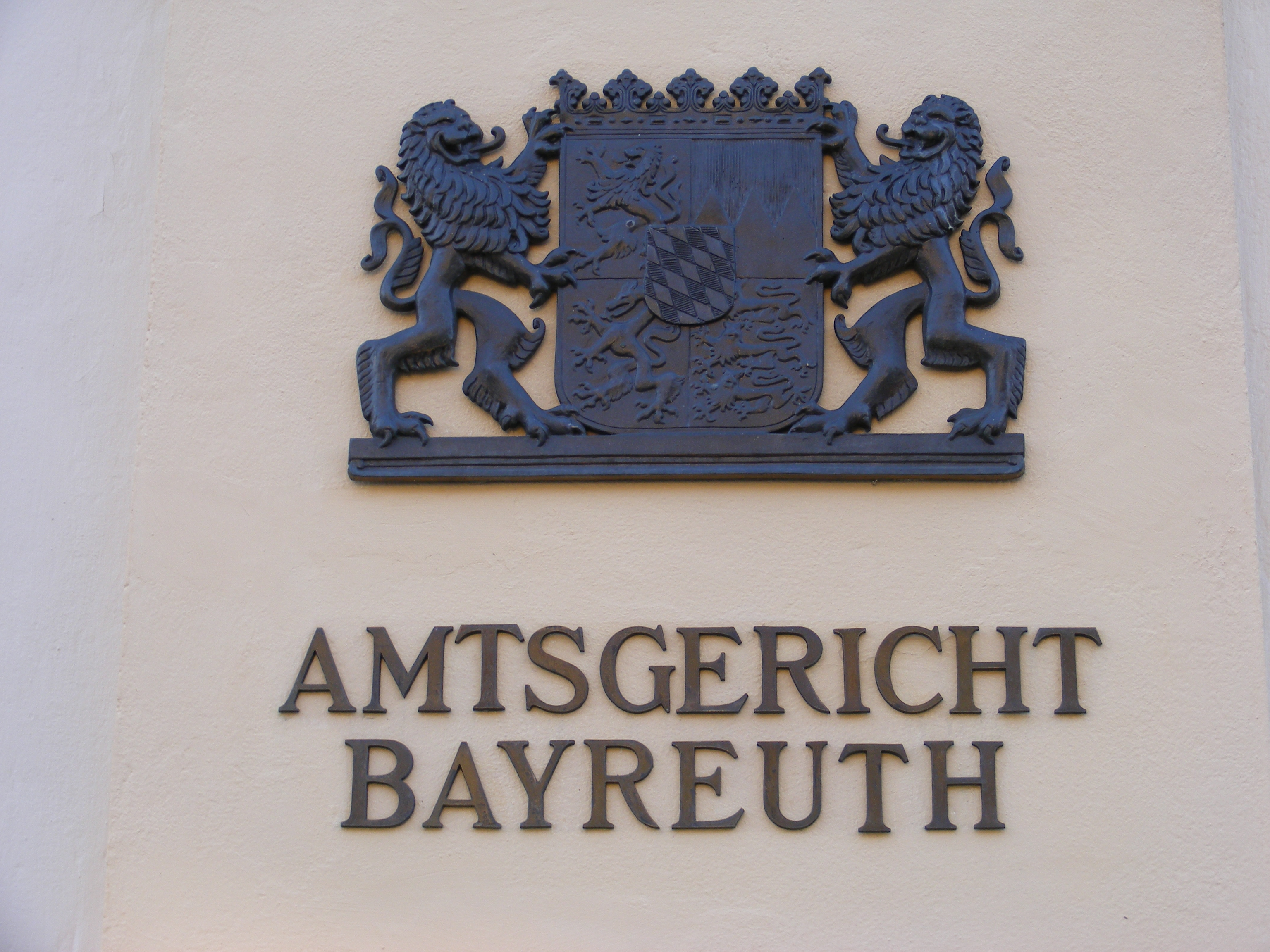
Вывеска участкового суда Байройта

Участковые суды в Германии (нем. Amtsgericht) — суды общей юрисдикции (нем. ordentliche Gerichtsbarkeit). Созданы в 1877 году. Совокупность участковых судов входит в подчинение земельного суда, на территории которого они расположены. Каждый участковый суд состоит из председателя (amtsgerichtsdirektor, в крупных судах - amtsgerichtspräsident) и судей (richter, до 1970-х гг. - amtsgerichtsrat и oberamtsrichter). 
В свою очередь, совокупность земельных судов входят в подчинение высшего земельного суда. Исключение составляют лишь города-государства Берлин, Гамбург и Бремен, а также земля Саар.